# 我们的田野
《我们的田野》，是中华人民共和国一首流传广泛的爱国主义抒情儿歌。

## 简介
《我们的田野》由管桦作词，张文纲作曲，原为1953年创作的儿童组曲《夏天旅行之歌》中的第三曲。该儿歌自1950年代以来广泛流传，久唱不衰，深受几代中国人的喜爱。这首歌后来也是北京市少年宫合唱团演唱的保留曲目。1980年“全国第二次少年儿童文艺创作评奖”中获一等奖（获奖者张文纲）。2009年5月入选全国100首爱国歌曲。
曲作者张文纲曾在中华人民共和国成立后说：“我们一定要谱写出真正优美、感人、动听的，培养少年儿童高尚情操、树立远大理想，被少年儿童真诚热爱，倾诉孩子们心声的旋律和歌词来。”他一生创作了四百首音乐作品，其中少年儿童歌曲有一百余首。1953年，张文纲参加了北京市举办的中、小学生夏令营活动。一天傍晚，他在营地散步，一幅美景触动了他的心弦。他后来回忆说：“离我不远的一个小土岗上有站着、坐着、趴着的一群少先队员，面对夕阳，望着前面的湖水、稻田、森林和远山，有人还伸出手，指着这边、那边。我听不见他们是在说些什么呢，还是在唱些什么。我想象他们是在欣赏辽阔、美丽的祖国大地，轻轻地唱着，从内心深处唱出一支歌……”不久他就创作出歌曲《我们的田野》。这是张文纲最富盛名的儿童歌曲代表作。“文化大革命”期间，北京青年潘渊亮和伙伴们到黑龙江生产建设兵团工作，在遇到挫折和困难时经常回忆起《我们的田野》这首歌。后来潘渊亮回到北京考入北京电影学院，他把这段经历写成电影剧本拍摄，以这首歌名《我们的田野》作为片名，并请张文纲为该片创作了音乐。
《我们的田野》以抒情为定位。乐曲采用由不规则的三个乐句组成的一段体结构，三个乐句全部使用弱起的节奏，并有不断出现的切分音，各乐句和各段落之间连接紧密，使乐曲具有浓厚的抒情性，曲调特色鲜明，在歌曲创作中少见。歌词共有五段，联系紧密，将孩子们看到的祖国美景淋漓尽致地反映出来，既概括描绘了稻田、森林、河水、天空、草原等，又有对荷花、鲤鱼、野鸭、芦苇、雄鹰、野鹿、山羊等身边事物细致入微的刻画，还有对伐木工人、建筑工人、勘探队员等各行业工人们的热情赞美，仿佛孩子们站在高坡上由近及远望去，美景尽收眼底。在合唱的声部组合方面，作曲家安排了三个声部，第一声部（高音声部）是主旋律声部，第二声部和第三声部是陪衬声部，穿插使用和声式织体和对位式复调织体，与高音声部构成对比的复调关系。这首歌曲的词曲结合紧密，演唱时轻松自然，琅琅上口，是中国少儿歌曲创作中抒情题材的优秀作品。
除了少年儿童演唱外，孙悦、黑鸭子演唱组、阿鲁阿卓等都曾演唱过该曲。2017年11月8日下午，来华进行国事访问的美国总统特朗普及夫人梅拉尼娅在同中国国家主席习近平及夫人彭丽媛在故宫博物院宝蕴楼茶叙时，特朗普使用平板电脑向习近平夫妇展示了外孙女阿拉贝拉用中文演唱歌曲《我们的田野》、背《三字经》和李白的两首诗《望庐山瀑布》、《早发白帝城》的视频。

## 歌词
我们的田野，
美丽的田野，
碧绿的河水，
流过无边的稻田。
无边的稻田，
好像起伏的海面。
平静的湖中，
开满了荷花，
金色的鲤鱼，
长得多么的肥大。
湖边的芦苇中，
藏着成群的野鸭。
风吹着森林，
雷一样的轰响，
伐木的工人，
请出一棵棵大树。
去建造楼房，
去建造矿山和工厂。
森林的背后，
有浅蓝色的群山，
在那些山里，
有野鹿和山羊。
人们在勘测，
那里埋藏着多少宝藏。
高高的天空，
雄鹰在飞翔，
好像在守卫，
辽阔美丽的土地。
一会儿在草原，
一会儿又向森林飞去。